# Košík
Košík är en ort i Tjeckien.   Den ligger i regionen Mellersta Böhmen, i den centrala delen av landet, 60 km nordost om huvudstaden Prag. Košík ligger 224 meter över havet och antalet invånare är 347.
Terrängen runt Košík är platt. Runt Košík är det ganska glesbefolkat, med 47 invånare per kvadratkilometer. Närmaste större samhälle är Mladá Boleslav, 19,4 km nordväst om Košík. Trakten runt Košík består till största delen av jordbruksmark.